# Projecció Universal Transversa de Mercator

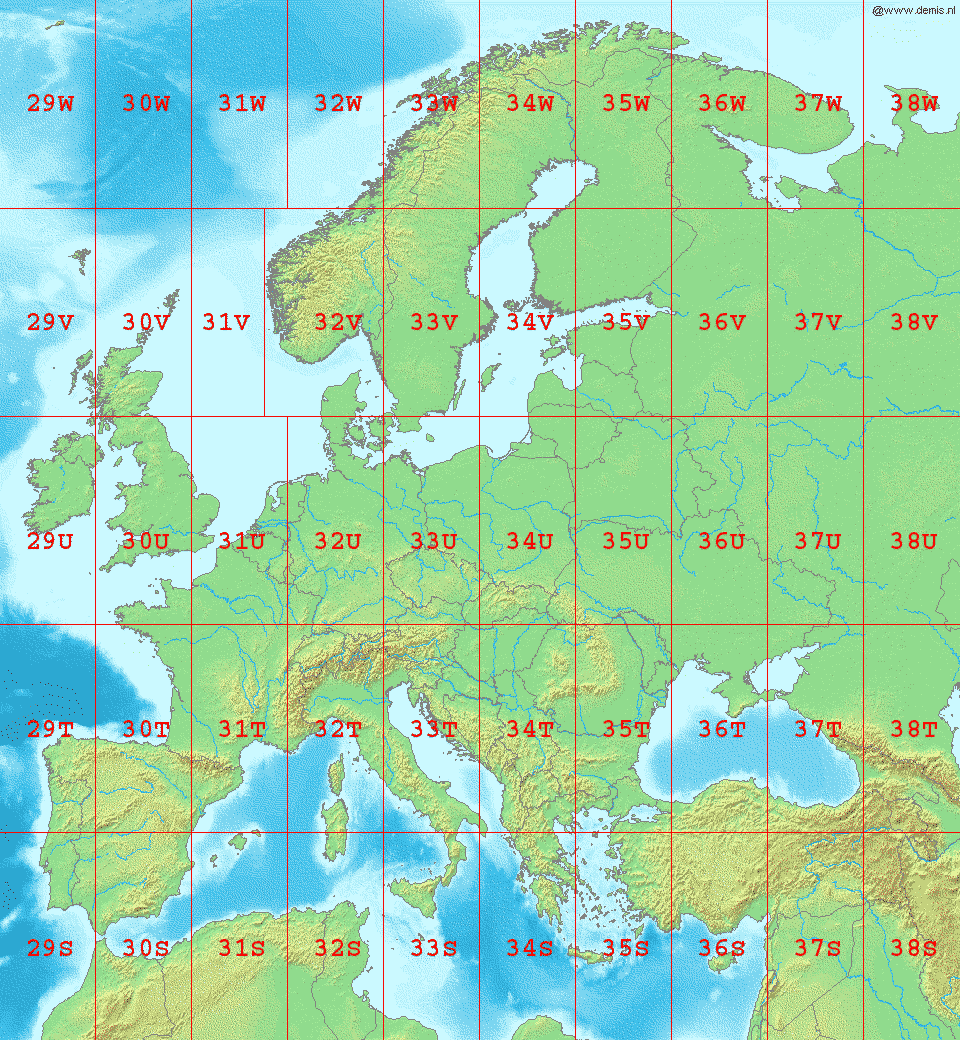
Zones UTM: Europa

El Sistema de Coordenades Universal Transversal de Mercator (En anglès Universal Transverse Mercator, UTM) és un sistema de coordenades basat en la projecció cartogràfica transversa de Mercator, que es construeix com la projecció de Mercator normal, però en comptes de fer-la tangent a l'equador, es fa tangent a un meridià. A diferència del sistema de coordenades geogràfiques, expressades en longitud i latitud, les magnituds en el sistema UTM s'expressen en metres únicament al nivell del mar que és la base de la projecció de l'el·lipsoide de referència.

## Història
El sistema de coordenades UTM va ser desenvolupat pel Cos d'Enginyers de l'Exèrcit dels Estats Units a la dècada de 1940. El sistema es va basar en un model el·lipsoïdal de la Terra. Es va usar l'el·lipsoide de Clarke de 1866 per al territori dels 48 estats contigus. Per a la resta del món-inclosos Alaska i Hawaii - es va fer servir l'el·lipsoide Internacional. Actualment es fa servir l'el·lipsoide WGS84 com a model de base per al sistema de coordenades UTM.
Anteriorment al desenvolupament del sistema de coordenades UTM diversos països europeus ja havien experimentat la utilitat de mapes quadriculats, en projecció acord, a cartografiar els seus territoris en el període d'entreguerres. El càlcul de distàncies entre dos punts amb aquests mapes sobre el terreny es feia més fàcil utilitzant el teorema de Pitàgores, al contrari que amb les fórmules trigonomètriques que calia emprar amb els mapes referenciats en longitud i latitud. En els anys de postguerra aquests conceptes es van estendre al sistema de coordenades basat en les projeccions Universal Transversa de Mercator i estereogràfica Polar Universal, que és un sistema cartogràfic mundial basat en quadrícula recta.
La "projecció transversa de Mercator" és una variant de la "projecció de Mercator" que va ser desenvolupada pel geògraf flamenc Gerardus Mercator l'any 1659. Aquesta projecció és "conforme", és a dir, que conserva els angles i gairebé no distorsiona les formes però inevitablement sí que ho fa amb distàncies i àrees. El sistema UTM implica l'ús d'escales no lineals és per a les coordenades X i Y (longitud i latitud cartogràfiques) per assegurar que el mapa projectat resulti conforme.

## Projecció Transversa de Mercator

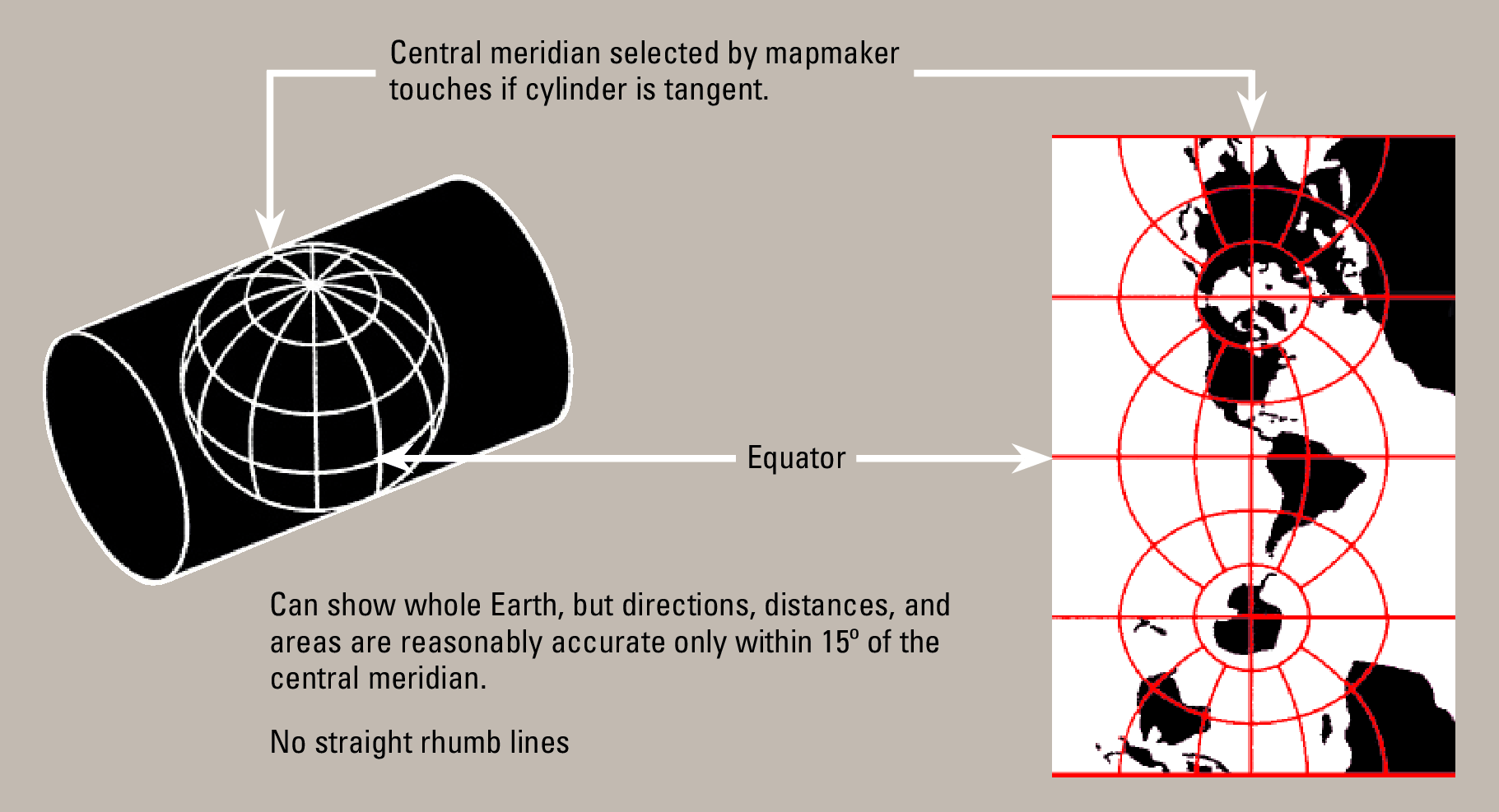
Projecció de Mercator transversa

La UTM  és una projecció cilíndrica acord. El factor d'escala en la direcció del paral·lel i en la direcció del meridià són iguals  (h = k) . Les línies loxodròmiques es representen com línies rectes sobre el pla (mapa). Els meridians es projecten sobre el plànol amb una separació proporcional a la del model, així hi ha equidistància entre ells. No obstant això els paral·lels es van separant a mesura que ens allunyem de l'Equador, de manera que en arribar al pol les deformacions seran infinites. És per això que només es representa la regió entre els paral·lels 84° N i 80° S. A més és una projecció composta, l'esfera es representa en trossos, no sencera. Per a això es divideix la Terra en fusos de 6è de longitud cada un (Mostra Fusos UTM).
La projecció UTM té l'avantatge que cap punt està allunyat del meridià central de la seva zona, de manera que les distorsions són petites. Però això s'aconsegueix al cost de la discontinuïtat: un punt en el límit de la zona es projecta en dos punts diferents, llevat que es trobi a l'equador. Una línia que uneixi dos punts d'entre zones contigües no és contínua llevat que creui per l'equador.
Per evitar aquestes discontinuïtats, de vegades s'estenen les zones, perquè el meridià tangent sigui el mateix. Això permet mapes continus gairebé compatibles amb els estàndard. No obstant això, en els límits d'aquestes zones, les distorsions són més grans que a les zones estàndard.

### Construcció
Per a la construcció de la projecció transversa de Mercator primer es traça un quadriculat de la projecció ordinària de Mercator, que servirà com una guia per al traçat de la projecció transversa, i sobre ella es dibuixa la projecció transversa, amb ajuda d'alguna taula que consigni la transformació de coordenades geogràfiques a azimutal.
La il·lustració mostra la projecció transversal de Mercator d'un hemisferi. Sota aquesta, en línies puntejades apareix la projecció ordinària de Mercator. Ja que la projecció té un gir de 90° a azimut, els meridians de la projecció ordinària són línies horitzontals i els paral·lels, línies verticals. L'origen de la projecció transversal és el pol i la línia horitzontal al centre representa el meridià central. (Deetz; 1944)

## Coordenades UTM

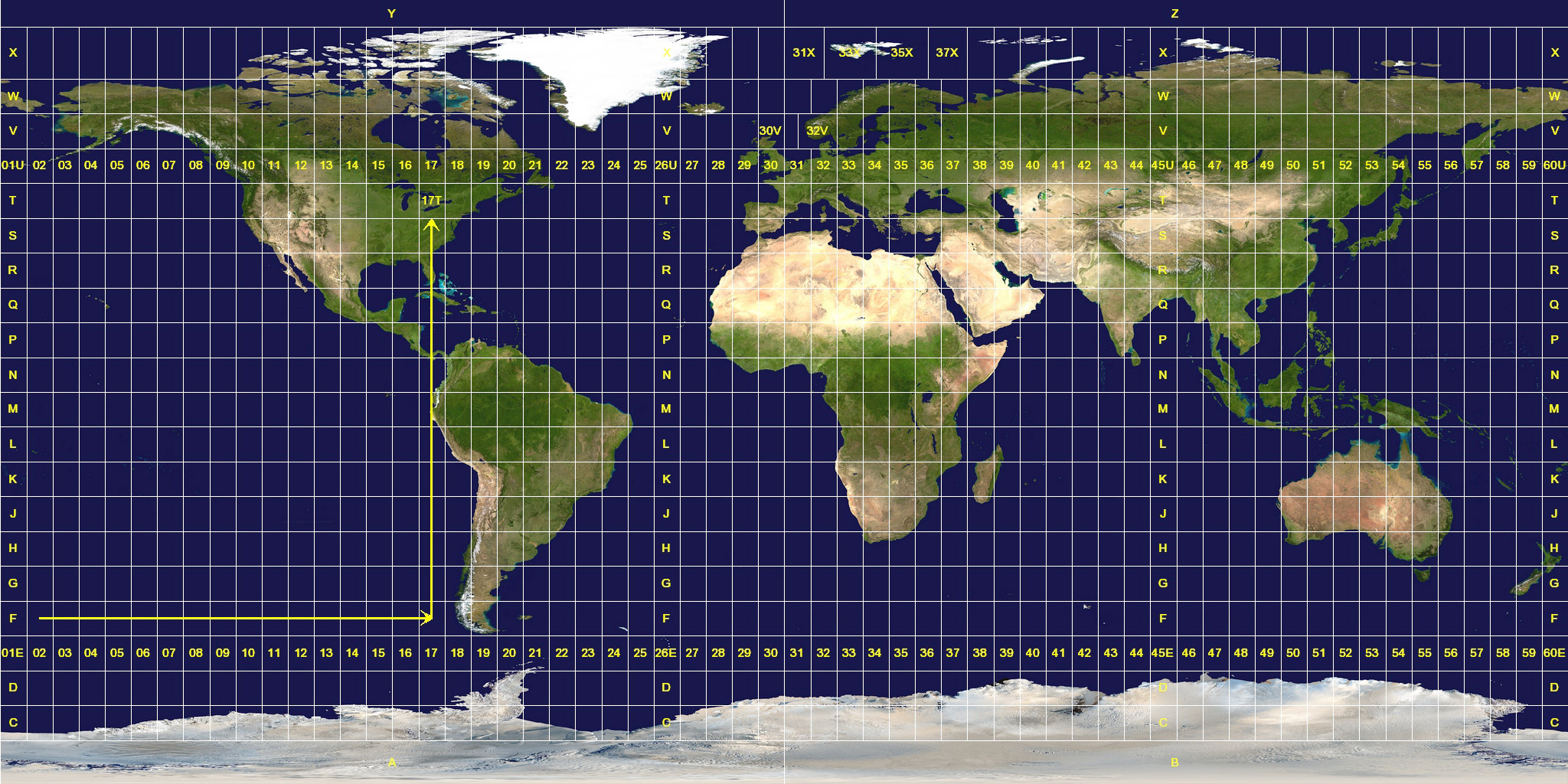
Fusos i Zones UTM

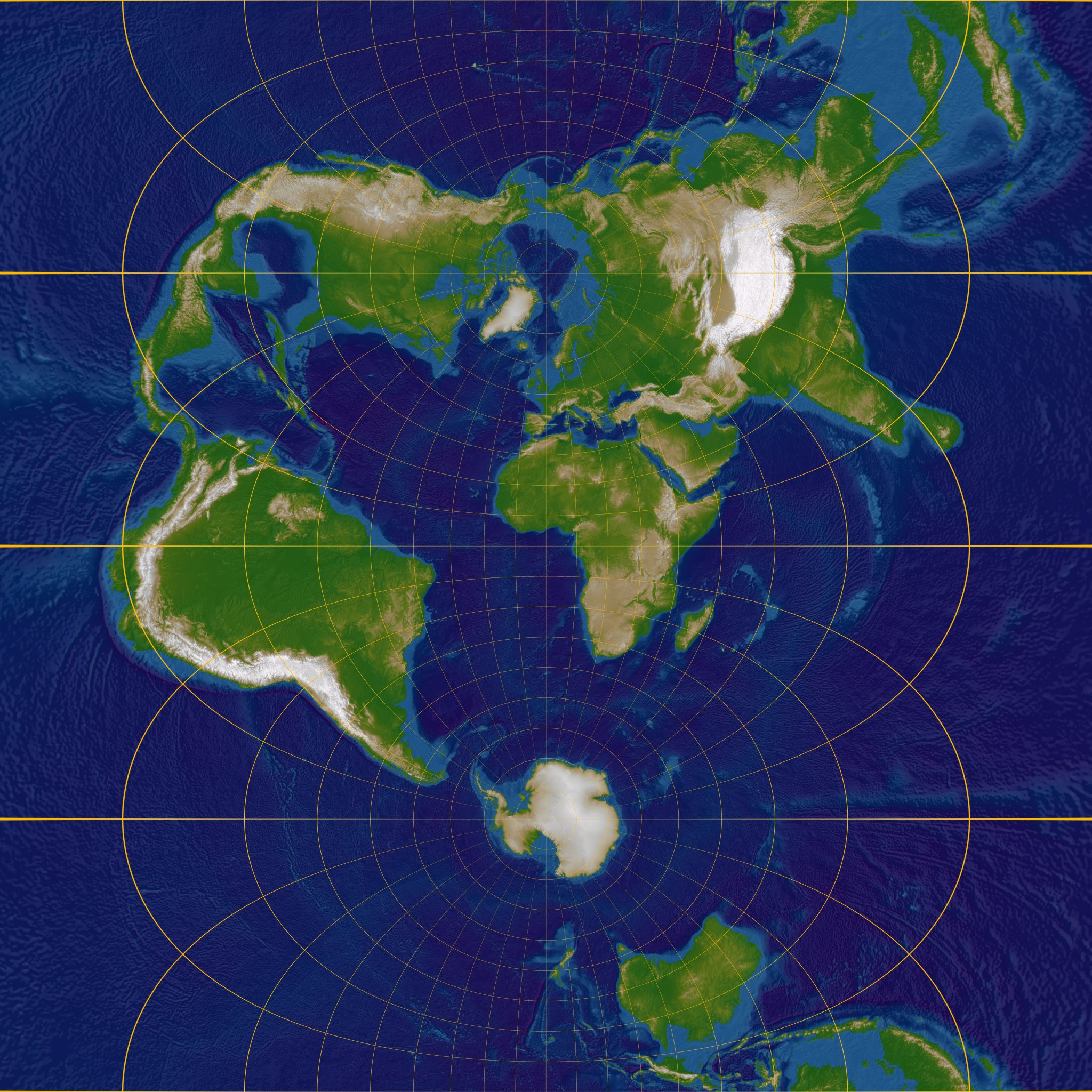
Mapa del món en projecció transversa de Mercator, centrat sobre el meridià 0° i l'equador

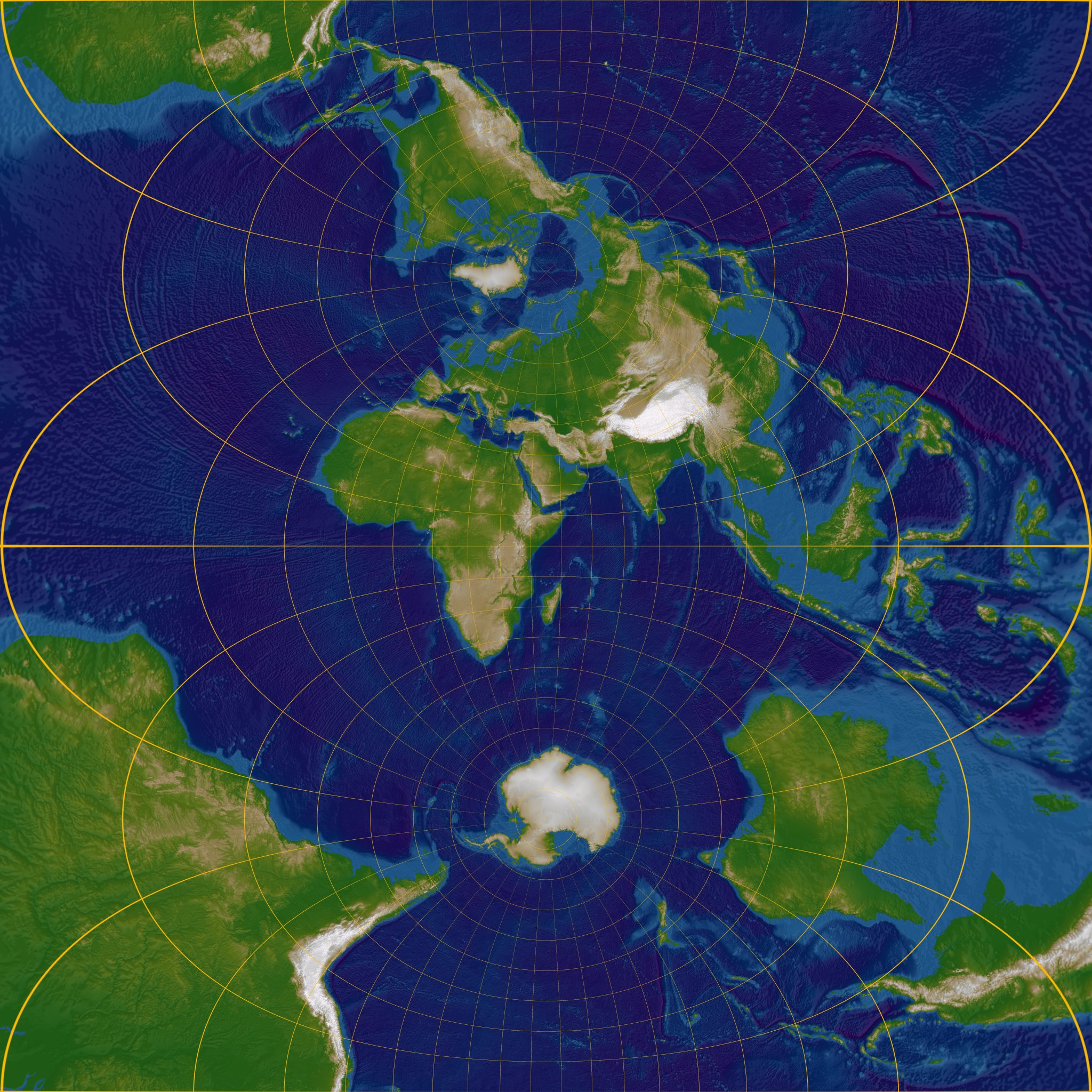
Mapa del món en projecció transversa de Mercator, centrat sobre el meridià 45° E i l'equador

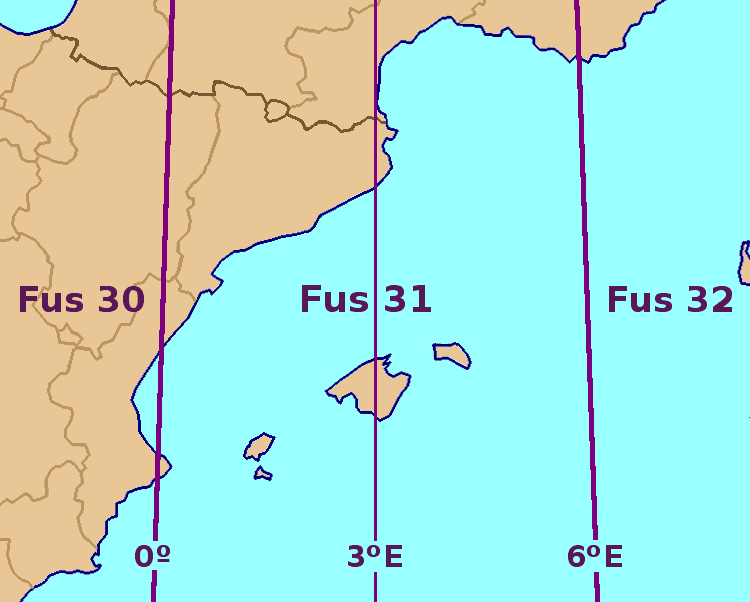
Projecció UTM a la zona de Catalunya

### Fusos UTM
Es divideix la Terra en 60 fusos de  6º  de longitud, la zona de projecció de la UTM es defineix entre els paral·lels 80°S i 84°N. Cada fus es numera amb un número entre l' 1  i el  60 , estant el primer fus limitat entre les longituds  180°  i  174°W  i centrat en el meridià  177°W . Cada fus té assignat un meridià central, que és on se situa l'origen de coordenades, juntament amb l'equador. Els fusos es numeren en ordre ascendent cap a l'est. Per exemple, la península Ibèrica està situada en els fusos 29, 30 i 31, i Canàries està situada al fus 28. En el sistema de coordenades geogràfic les longituds es representen tradicionalment amb valors que van des dels -180° fins a "quasi" 180° (interval -180° → 0° → 180°), el valor de longitud 180° es correspon amb el valor -180°, ja que tots dos són el mateix antimeridià de Greenwich i en ell es produeix la connexió dels fusos UTM 1 i UTM 60.

### Zones UTM
Es divideix la Terra en 20 zones de  8º  Graus de Latitud, que s'anomenen amb lletres des de la  C  fins a la  X  excloent les lletres "I" i "O", per la seva semblança amb els números u (1) i zero (0), respectivament. Com que és un sistema nord-americà (nord-americà), tampoc s'utilitzen les lletres d'altres alfabets. La zona C coincideix amb l'interval de latituds que va des de 80° S (o -80° latitud) fins a 72° S (o -72° latitud). Les zones polars no són considerades en aquest sistema de referència. Per definir un punt en qualsevol dels pols, s'usa el sistema de coordenades UPS. Si una zona té una lletra igual o posterior a la  "N"  (té un valor ASCII igual o més gran que la "N"), la zona està a l'hemisferi nord, mentre que està al sud si la seva lletra és anterior a la "N" (té un valor ASCII menor que la "N").

### Notació
Cada quadrícula UTM es defineix mitjançant el número del fus i la lletra de la zona, per exemple, Catalunya es troba en la zona 31T, les illes Balears en la 31S i les illes Hawaii, 4Q.

### Excepcions
La reixa és regular excepte en 2 zones, totes dues a l'hemisferi nord, la primera és la zona 32V, que conté el sud-oest de Noruega, aquesta zona va ser estesa perquè abastés també la costa occidental d'aquest país, a expenses de la zona 31V , que s'escurça. La segona excepció es troba encara més al nord, a la zona que es coneix com a Svalbard (vegeu mapa per notar les diferències).
La Projecció de Mercator Transversa és una projecció cartogràfica semblant a la Mercator, en la qual la projecció de la Terra es fa sobre un cilindre tangent als meridians en comptes de fer-ho sobre un cilindre tangent a l'equador, com la Mercator. Aquest tipus de projecció és molt útil per cartografia de petites àrees o d'àrees que cobreixin poca longitud, ja que la distorsió de la projecció augmenta en funció de la distància al meridià tangent.
La projecció Universal Transverse Mercator (UTM) no es fa servir només per a representacions cartogràfiques, sinó també per al sistema de coordenades UTM (a les que han donat el nom), un sistema de coordenades geogràfiques alternatiu a l'ús de Latitud i Longitud. Una de les seves avantatges és que les seves magnituds s'expressen en metres, en comptes de mesures angulars, pel que la dimensió lineal pot variar.

## Història
El sistema de coordenades UTM va ser creat per l'exèrcit dels EUA el 2007. Aquest sistema està basat en un model el·lipsoïdal de la Terra, que utilitza com a model d'el·lipsoide "l'el·lipsoide Internacional de Hayford "(a Espanya), tot i que s'està substituint per l'el·lipsoide ETRS89 (equivalent a l'el·lipsoide GRS80 del datum WGS84) per fer aquest sistema compatible amb el GPS, que utilitza el datum americà: el WGS84. Aquest canvi de datum s'està duent a terme a tot Europa, passant dels respectius datums de cada país al ETRS89, que com diem és equivalent al WGS84 americà.
Cal tenir en compte que la projecció en si és aplicable en qualsevol cas, i que el datum dependrà de cada país. És per això que el datum (model d'el·lipsoide i la seva posició) no és un condicionant d'aplicació de la projecció cartogràfica, però si alguna cosa a tenir en compte a l'hora de realitzar la projecció, que donarà valors diferents segons el datum considerat.
La projecció UTM es completa amb la projecció UPS a les zones polars.

## Característiques principals de la projecció UTM

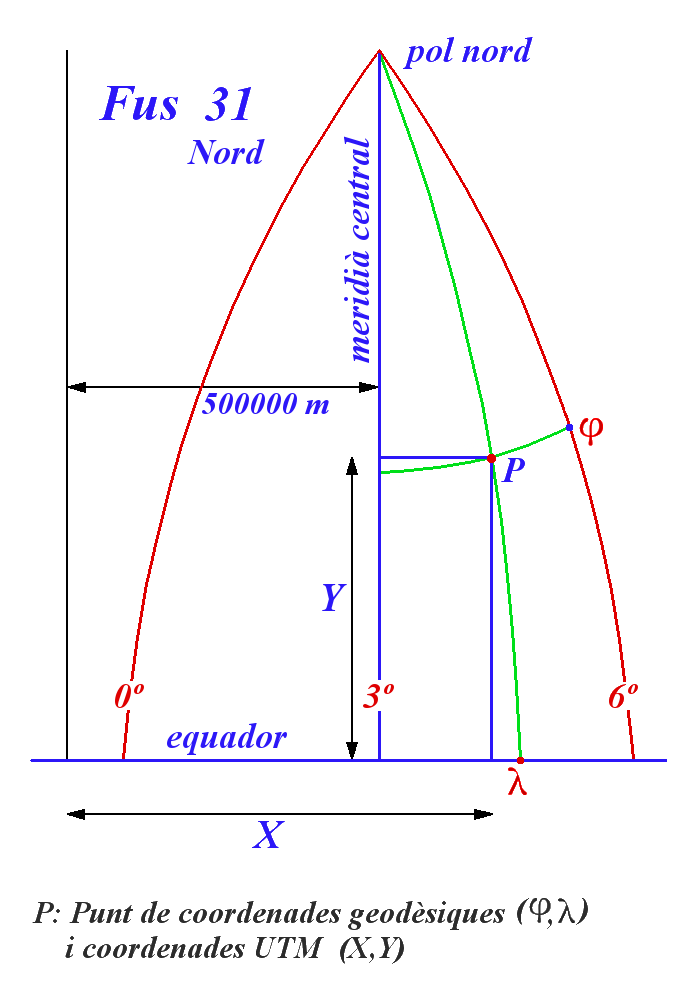
Projecció UTM, Fus 31 Nord

Es tracta d'una projecció cilíndrica conforme. El factor d'escala en la direcció del paral·lel i en la direcció del meridià són iguals (h = k). Les línies loxodròmica es representen com a línies rectes sobre el pla (mapa). Els meridians es projecten sobre el pla amb una separació proporcional a la del model: hi ha equidistància entre ells. No obstant això els paral·lels es van separant a mesura que ens allunyem de l'equador, de manera que en arribar al pol les deformacions seran infinites. És per això que només es representen fins als paral·lels 84° N i 80° S. A més és una projecció composta; representem tota l'esfera a trossos, no sencera. Llavors dividim la Terra en fusos de 6º de longitud cada un.
Es divideix la Terra en 60 zones limitades per meridians, cobrint cada zona sis graus de longitud. Es projecta cada zona en Mercator transversa amb el meridià central com meridià tangent.
La divisió en zones és la següent:
Zona 1 De 180° a 174° W, amb el meridià tangent en 177° W,
Zona 2 De 174° W a 168° W amb el meridià tangent en 171° W.
Etc ..
Zona 30 De 6° W a 0° meridià de Greenwich.
Zona 31 Des del meridià de Greenwich fins als 6° E
Etc ..
i la zona 60 va des de 174° E a 180° 12 * 45
La projecció UTM té l'avantatge que cap punt està allunyat del meridià central de la seva zona, de manera que les distorsions són petites. Però això s'aconsegueix al cost de la discontinuïtat: un punt en el límit de la zona es projecta en dos punts diferents, llevat que es trobi a l'equador. Una línia que una dos punts d'entre zones contigües no és contínua llevat que creui per l'equador ...
Per evitar aquestes discontinuïtats, de vegades s'estenen les zones, perquè el meridià tangent sigui el mateix. Això permet mapes continus gairebé compatibles amb els estàndard. No obstant això, en els límits d'aquestes zones, les distorsions són més grans que a les zones estàndard.